# Universiteit van Santiago de Compostella
De Universiteit van Santiago de Compostella (Spaans: Universidad de Santiago de Compostela, Galicisch (officieel): Universidade de Santiago de Compostela, afgekort USC) is een openbare universiteit in de Spaanse autonome gemeenschap Galicië. De universiteit bevindt zich in de plaats Santiago de Compostella en heeft een campus in Lugo. 
Opgericht op 4 september 1495 is het verreweg de oudste universiteit in Galicië en een van de oudste van Spanje. 